# Anastacia (álbum)
Anastacia es el tercer álbum de la cantautora Anastacia, lanzado en Europa y Australia el 29 de marzo de 2004 y en Japón el 9 de junio de 2004. El álbum alcanzó en la cima de las listas de álbumes en varios países, incluido el Reino Unido, Alemania, los Países Bajos, Bélgica, Grecia y Australia, con el tiempo vende de 10 millones de copias en todo el mundo. En 2008 el disco a había vendido 20 millones de copias en todo el mundo.
El álbum fue lanzado en Estados Unidos el 23 de agosto de 2004.

## Background
En enero de 2003, Anastacia descubrió que tenía cáncer de mama cuando se estaba preparando para una reducción mamaria. Anastacia, Posteriormente estableció el Fondo de Anastacia a través de The Breast Cancer Research Foundation para promover la concienciación del cáncer de mama entre las mujeres más jóvenes.
Después de esta experiencia traumática, Anastacia entró en los estudios de grabación en septiembre de 2003 para grabar el álbum "Anastacia" con Glen Ballard, Dallas Austin, y David A. Stewart para su publicación en 2004.
Anastacia dice en su sitio web que su enfermedad ha hecho más difícil grabar el álbum:

... la experiencia no fue agradable. Por lo general buscó el lado bueno de las cosas, pero hasta ahora nada de hacer este disco fue positivo para mí. Mi médico me dijo que estaría cansada. No podía concentrarme en nada. Escribía un verso y entonces no podía escribir el estribillo o escribía el estribillo, pero no podía escribir el puente. No podía hablar, no podía pensar con claridad, estaba totalmente fuera de mí. Los médicos dijeron que estaría cansada - pero por supuesto, tenía insomnio. Fue muy duro ...

Ella luchó por el proceso para terminar el álbum para el lanzamiento en marzo de 2004.

## Rendimiento comercial
Anastacia resultó ser un éxito enorme; llegó a la cima de las listas de álbumes en diez países: el Reino Unido, Alemania, Países Bajos, Suiza y Australia, y número dos en Italia, España, Portugal e Irlanda. El primer sencillo "Left Outside Alone" demostró ser igualmente exitosa, alcanzando el número uno en Italia, Austria, Suiza y Australia, de los cinco primeros en la pan-Europea de éxitos individuales, en Australia, y en el Reino Unido. El álbum también generó otros tres éxitos europeos: "Sick and Tired", "Welcome to my Truth", y "Heavy On My Heart" . "Sick and Tired", fue el mayor éxito de los tres, casi supera el éxito de "Left Outside Alone". "Welcome to my Truth" calificó como el sencillo más vendido nunca en España y obtuvo un éxito en ventas, mientras que "Heavy On My Heart", fue un poco peor, pero el producto de la única fueron donados al Fondo de Anastacia.

## Lista de pistas
| N.º | Título                            | Escritor(es)                                  | Productores                 | Duración |  |
| 1.  | «Seasons Change»                  | Anastacia, John Rzeznik, Kara DioGuardi       | Glen Ballard                | 4:17     |  |
| 2.  | «Left Outside Alone»              | Anastacia, Dallas Austin, Ballard             | Dallas Austin, Glen Ballard | 4:17     |  |
| 3.  | «Time»                            | Anastacia, Austin, Ballard                    | Dallas Austin, Glen Ballard | 3:34     |  |
| 4.  | «Sick and Tired»                  | Anastacia, Austin, Ballard                    | Dallas Austin, Glen Ballard | 3:30     |  |
| 5.  | «Heavy on My Heart»               | Anastacia, Billy Mann                         | Billy Mann, Glen Ballard    | 4:27     |  |
| 6.  | «I Do» (featuring Sonny Sandoval) | Anastacia, L. Burton, D. Weissfeld, DioGuardi | Ric Wake                    | 3:01     |  |
| 7.  | «Welcome to My Truth»             | Anastacia, John Shanks, DioGuardi             | John Shanks                 | 4:03     |  |
| 8.  | «Pretty Little Dum Dum»           | Anastacia, Ballard, DioGuardi                 | Glen Ballard                | 4:37     |  |
| 9.  | «Sexy Single»                     | Anastacia, David A. Stewart                   | David A. Stewart            | 3:52     |  |
| 10. | «Rearview»                        | Anastacia, Shanks, DioGuardi                  | John Shanks                 | 4:12     |  |
| 11. | «Where Do I Belong»               | Anastacia, Patrick Leonard, DioGuardi         | Patrick Leonard             | 3:24     |  |
| 12. | «Maybe Today»                     | Anastacia, Stewart                            | David A. Stewart            | 5:15     |  |

### Edición Limitada
Un pequeño lote de este álbum fue lanzado con un DVD y un cartel de Anastacia. El DVD incluye "Making Of Anastacia", "2002 Europa Promo Tour", y una galería de fotos.

### B-sides
- "Get Ready" — "Left Outside Alone" single
- "Twisted Girl" — "Sick and Tired" single
- "Saddest Part" — "Welcome to My Truth" single
- "Underground Army" — "Heavy on My Heart" single
- "Trop Lourd Dans Mon Coeur" — a French version of "Heavy on My Heart", que apareció en el último single.

## Posiciones
| Chart (2004)                          | Peak position |
| ------------------------------------- | ------------- |
| USA Albums Chart                      | 1             |
| Australian ARIA Albums Chart          | 1             |
| Austrian Albums Chart                 | 1             |
| Belgian Ultratop 50 Albums (Flanders) | 1             |
| Belgian Ultratop 50 Albums (Wallonia) | 5             |
| Danish Albums Chart                   | 1             |
| Dutch Albums Chart                    | 1             |
| European Top 100 Albums               | 1             |
| Finnish Albums Chart                  | 3             |
| French SNEP Albums Chart              | 14            |
| German Albums Chart                   | 1             |
| Hungarian Mahasz Albums Chart         | 4             |

| Chart (2004)                    | Peak position |
| ------------------------------- | ------------- |
| Irish Albums Chart              | 2             |
| Italian FIMI Albums Chart       | 2             |
| New Zealand RIANZ Albums Chart  | 26            |
| Norwegian Albums Chart          | 1             |
| Polish Albums Chart             | 16            |
| Portuguese Albums Chart         | 2             |
| Spanish PROMUSICAE Albums Chart | 1             |
| Swedish Albums Chart            | 1             |
| Swiss Albums Chart              | 1             |
| UK Albums Chart                 | 1             |

Year-end charts/specials
- Austrian Album Top 100: #2 (2004).
- Belgian UltraTop 100: #6 (2004).
- Dutch Album Top 100: #2 (2004), #99 (2005).
- German Album Top 100: #1 (2004), #55 (2005).
- Hungarian Album Top 40: # 20 as chart position; #32 as sales (2004)
- Spanish Album Top 50: #8 (2004).
- Swiss Album Top 100: #1 (2004), #94 (2005).
- United Kingdom: #6 (2004)
- Anastacia currently peaks at #90 in the "Best of Alltime Albums" in Sweden.

### Certificaciones
| Territory      | Certifier  | Certification | Sales     |
| -------------- | ---------- | ------------- | --------- |
| Estados Unidos | Billboard  | 4× platinum   | 3,000,000 |
| Australia      | ARIA       | 2× platinum   | 140,000   |
| Austria        | IFPI       | 2× platinum   | 40,000    |
| Belgium        | IFPI       | Gold          | 15,000    |
| Denmark        | IFPI       | Platinum      | 30,000    |
| Europe         | IFPI       | 4× platinum   | 4,000,000 |
| Finland        | IFPI       | Platinum      | 35,089    |
| France         | SNEP       | Gold          | 260,000   |
| Germany        | IFPI       | 9× platinum   | 1,500,000 |
| Hungary        | Mahasz     | Gold          | 3,000     |
| Netherlands    | NVPI       | 4x Platinum   | 280,000   |
| Norway         | IFPI       | Platinum      | 30,000    |
| Portugal       | AFP        | Gold          | 10,000    |
| Slovenia       |            | Platinum      | 10,000    |
| Spain          | PROMUSICAE | 2× platinum   | 230,000   |
| Sweden         | IFPI       | Platinum      | 40,000    |
| Switzerland    | IFPI       | 3× platinum   | 120,000   |
| United Kingdom | BPI        | 4× platinum   | 1,200,000 |

## Historia de lanzamiento
| País           | Fecha                | Compañía |
| -------------- | -------------------- | -------- |
| United Kingdom | 29 de marzo de 2004  | Epic     |
| France         | 29 de marzo de 2004  | Sony     |
| Italy          | 29 de marzo de 2004  | Sony     |
| Germany        | 29 de marzo de 2004  | Sony     |
| Switzerland    | 29 de marzo de 2004  | Sony     |
| Australia      | 29 de marzo de 2004  | Sony     |
| Japan          | 9 de junio de 2004   | Sony     |
| USA            | 23 de agosto de 2004 | Sony     |